# Hooghe Waerd
Hooghe Waerd is een van de haltes van de Utrechtse sneltram en is gelegen in de stad IJsselstein in de wijk Hooghe Waerd. Tramlijn 21 tussen Utrecht Centraal en IJsselstein-Zuid stopt langs de perrons.
De tramhalte bedient de wijken IJsselveld en Europakwartier. In laatstgenoemde wijk bevindt zich onder andere het zwembad De Hooghe Waerd. Ter plaatse van de tramhalte en de aansluitende trambaan lag voorheen de historische Randdijk die ten noorden van de Hollandse IJssel van Jutphaas naar IJsselstein voerde.
In februari 2005 en in de zomer van 2020 zijn enkele haltes van deze tram gerenoveerd, zo ook halte Hooghe Waerd.
Deze sneltramhalte ligt op 300 meter van de sneltramhalte Clinckhoeff.
P+R Science Park · WKZ/Máxima · UMC Utrecht · Heidelberglaan · Padualaan · De Kromme Rijn · Stadion Galgenwaard · Station Utrecht Vaartsche Rijn · CS Centrumzijde · CS Jaarbeursplein · Graadt van Roggenweg · 24 Oktoberplein-Zuid · Winkelcentrum Kanaleneiland · Vasco da Gamalaan · Kanaleneiland Zuid · P+R Westraven · Zuilenstein · Batau-Noord · Wijkersloot · Nieuwegein City · St. Antonius Ziekenhuis · Doorslag · Hooghe Waerd · Clinckhoeff · Eiteren · Achterveld · Binnenstad · IJsselstein-Zuid